# عمیره اراس
عمیرة اراس (به عربی: عمیرة أراس) یک شهرداری در الجزایر است که در استان میله واقع شده‌است.

## خصوصیات
عمیرة اراس ۱۸٬۷۲۲ نفر جمعیت دارد.